# Mramorovo pri Pajkovem
Mramorovo pri Pajkovem este o localitate din comuna Bloke, Slovenia, cu o populație de 17 locuitori.